# Miconia amplexicaulis
Miconia amplexicaulis är en tvåhjärtbladig växtart som beskrevs av Charles Victor Naudin. Miconia amplexicaulis ingår i släktet Miconia och familjen Melastomataceae.
Artens utbredningsområde är Peru. Inga underarter finns listade i Catalogue of Life.